# Osteochilus brachynotopteroides
Osteochilus brachynotopteroides är en fiskart som beskrevs av Chevey, 1934. Osteochilus brachynotopteroides ingår i släktet Osteochilus och familjen karpfiskar. IUCN kategoriserar arten globalt som otillräckligt studerad. Inga underarter finns listade i Catalogue of Life.